# Suvlasništvo
Suvlasništvo je vlasništvo više osoba na istoj fizički nepodijeljenoj stvari po dijelovima koji su alikvotno (idealno) podijeljeni. Udio pojedinog suvlasnika određuje se razlomkom. Dio svakog vlasnika naziva se idealnim dijelom.

## Prava suvlasnika
Svaki suvlasnik ima pravo posjedovati i koristiti čitavu stvar, ako time ne smeta druge suvlasnike. O važnijim poslovima koji se tiču stvari ("poslovi izvanrednog upravljanja") odlučuju suvlasnici zajednički (tj. konsenzusom); o "poslovima redovite uprave" odlučuju suvlasnici većinom glasova - pri čemu se većina glasova ne određuje prema broju suvlasnika, nego prema njihovom udjelu u suvlasništvu (ako je jedna osoba suvlasnik u više od jedne polovine idealnog dijela, ovlaštena je sve ovakve odluke donositi sama). U slučaju sumnje (npr. "da li je zamjena fasade posao izvanredne uprave", "da li je popravak zajedničkog dimnjaka kuće posao redovne ili izvanredne uprave"), smatra se da pojedini posao predstavlja posao izvanredne uprave.
Svaki suvlasnik može svojim dijelom raspolagati (prodavati, zalagati ga i sl.), pri čemu - ako nije s preostalim suvlasnicima izričito ugovorio drugačije - ne mora tražiti suglasnost drugih suvlasnika, i ne mora im nuditi da otkupe njegov suvlasnički dio.
Svaki suvlasnički dio može biti predmetom ovrhe radi namirenja dugovanja dotičnog suvlasnika. Ako suvlasnički dio bude prodan u ovrsi, ima njegov kupac status kakav ima svaki drugi suvlasnik - to jest može sudjelovati u posjedovanju nekretnine i/ili tražiti razvrgnuće suvlasničke zajednice.

## Pravo na razvrgnuće
Svaki suvlasnik bez obzira na veličinu svoga dijela ima nezastarivo pravo razvrgnuća suvlasništva; suvlasnik ga se ne može unaprijed odreći, no može valjano ugovoriti određena ograničenja toga prava koja ne vežu nasljednike osim ako se zabilježe u zemljišnoj knjizi. U iznimnim slučajevima, kada bi razvrgnuće bilo na štetu ostalih suvlasnika (koji baš u tom času trebaju npr. koristiti traktorsku prikolicu u poljoprivrednim radovima), suvlasnik ne može tražiti razvrgnuće; "no može i tada ako se s obzirom na okolnosti ne bi moglo razumno očekivati da će se prilike uskoro tako izmijeniti da razvrgnuće ne bi bilo na štetu drugih suvlasnika" (čl. 47. st. 1. Zakona o vlasništvu i drugim stvarnim pravima, ZOVDSP).
Razvrgnuće se provodi fizičkom podjelom (npr. podjelom veće njive na dvije manje, ili podjelom stambene zgrade na više stanova), ako je takvu podjelu moguće provesti na način da svaki od vlasnika dobije nekretninu odgovarajuće vrijednosti. Ako to nije moguće, provodi se tzv. civilna dioba, koja se u principu ostvaruje sudskom dražbom. U osobito opravdanim slučajevima (npr. jedan suvlasnik drži pretežni dio suvlasništva, i uz to stanuje u nekretnini koja je predmet diobe) može sud odobriti tzv. diobu isplatom - gdje većinski suvlasnik isplaćuje preostale prema procijenjenoj tržišnoj vrijednosti nekretnine. Suvlasnici se umjesto pokretanja sudskog postupka radi razvrgnuća, ili u bilo kojem času trajanja takvog sudskog postupka mogu sporazumjeti o načinu diobe; te se u praksi razvrgnuća često i dogovaraju bez pokretanja sudskog postupka.

## Suvlasništvo na zajedničkim dijelovima zgrade
Kada na nekoj nekretnini postoji etažno vlasništvo (čl. 66. ZOVSP), svaki vlasnik etažnog dijela (stambeni ili poslovni prostor, garaža i sl.) ujedno je suvlasnik zajedničkih dijelova i uređaja zgrade - tj. okućnice, krovišta, oluka, stubišta, također i podruma i tavana koji nisu izrijekom podijeljeni između suvlasnika, tj. iskazani kao posebne etaže), te ima pravo sudjelovati u posjedovanju i upravljanju tim dijelovima nekretnine.
Jedino kod suvlasništva na posebnim dijelovima zgrade ima ZOVDSP detaljnije odredbe o razrješavanju nesuglasica među suvlasnicima: u svim drugim slučajevima neslaganja među suvlasnicima pravni sustav zapravo nuka suvlasnike da razvrgnu suvlasništvo. Tako, ako neki od suvlasnika npr. antikne slike želi da se ta umjetnina restaurira - on to može predložiti preostalim suvlasnicima. Ako posao nije doista hitan, ZOVDSP ga u čl. 41. st. 3. upućuje: "Ako se suvlasnici ne mogu suglasiti, onaj suvlasnik koji je predložio posao predvidivo koristan za sve, može zahtijevati razvrgnuće suvlasništva, pa makar to inače u tom času ne bi mogao."
Pravni institut suvlasništva se razlikuje od srodnog instituta zajedničkog vlasništva, u kojem udjeli zajedničara nisu razdijeljeni i gdje zajedničari ne mogu raspolagati svojim udjelima bez suglasnosti preostalih vlasnika.